# Brömsebro
Brömsebro is een plaats in het zuiden van Zweden op de grens tussen landschappen Blekinge en Småland. Brömsebo ligt gedeeltelijk in de gemeente Karlskrona, die tot de provincie Blekinge län behoort, en gedeeltelijk in de gemeente Torsås, die tot de provincie Kalmar län behoort. De plaats heeft 213 inwoners (2005) en een oppervlakte van 66 hectare.